# 세르지우 파리아스
세르지우 히카르두 지 파이바 파리아스(포르투갈어: Sergio Ricardo de Paiva Farias, 1967년 6월 9일 ~ )는 브라질 출신의 축구 감독이다.

## 지도자 경력
2003년 브라질 세리에 C의 우니앙 아그리콜라 바르바렌시 FC의 감독이 된 후, 이듬해 리그 우승을 차지했다. 2005년부터는 대한민국에 건너와 K리그 포항 스틸러스의 감독을 맡았다. 2007년 삼성 하우젠 K-리그에서 우승을 차지했고, 'K-리그 올해의 감독상'을 수상했다. 2009년에는 AFC 챔피언스리그에서 포항 스틸러스를 우승으로 이끌었다.
2009년 12월 20일 사임을 선언한 후 2010년 1월 알아흘리의 감독으로 부임했지만 그 해 여름 경질되었고, 2011년 11월부터 중국의 광저우 R&F FC의 감독을 맡았으나 성적부진으로 2013년 5월 사임하였다.

## 수상 내역
- 2004년 브라질 최우수 지도자 4인선정

### 포항 스틸러스
- 2007년 K리그 우승
- 2007년 K리그 감독상
- 2008년 FA컵 우승
- 2009년 리그컵 우승
- 2009년 AFC 챔피언스리그 우승
- 2009년 FIFA 클럽 월드컵 3위